# Vanity Fair (film fra 1911)
Vanity Fair er en amerikansk stumfilm fra 1911 af Charles Kent.

## Medvirkende
- Helen Gardner som Becky Sharpe
- William V. Ranous som Lord Steyne
- Harry Northrup som Rawdon Crawley
- Alec B. Francis som Pitt Crawley
- John Bunny som Jos Sedley